# Borovce
Borovce este o comună slovacă, aflată în districtul Piešťany din regiunea Trnava. Localitatea se află la altitudinea de 161 m deasupra n.m., se întinde pe o suprafață de 10,87 km2 și în 2017 număra 1.020 de locuitori.

## Istoric
Localitatea Borovce este atestată documentar din 1262.

## Demografie
| An:                | 1994 | 2004   | 2014   | 2024    |
| ------------------ | ---- | ------ | ------ | ------- |
| Număr de persoane: | 853  | 913    | 1002   | 1211    |
| Diferență:         |      | +7,03% | +9,74% | +20,85% |

| An:                | 2023 | 2024   |
| ------------------ | ---- | ------ |
| Număr de persoane: | 1197 | 1211   |
| Diferență:         |      | +1,16% |